# Brazuelo
Brazuelo település Spanyolországban, León tartományban. Lakosainak száma 312 fő (2024).

## Földrajza
Brazuelo Villagatón, Magaz de Cepeda, Villaobispo de Otero, Astorga, Santa Colomba de Somoza és Torre del Bierzo községekkel határos.

## Népesség
A település lakosságának változását az alábbi diagram mutatja:
| Lakosok száma | 345  | 340  | 346  | 329  | 334  | 311  | 288  | 295  | 340  | 312  |
|               | 2001 | 2004 | 2007 | 2009 | 2012 | 2014 | 2017 | 2019 | 2022 | 2024 |